# LHB VT 40901
Der LHB VT 40901 ist ein Diesel-Gelenktriebwagen in Edelstahlbauweise des Herstellers Linke-Hofmann-Busch (LHB), von dem nur ein Exemplar als Prototyp hergestellt wurde.

## Geschichte
Durch Erfahrungen beim Bau des VT 10.5 und des VT 11.5 wollte Linke-Hofmann-Busch das Prinzip eines Leichtbautriebwagens mit einem Fahrzeug in rostfreiem Edelstahl für den Nahverkehr umsetzen. So entwickelte man 1955–1957 einen Triebwagen.
Das 1957 gebaute Exemplar wurde von den Verkehrsbetrieben Salzgitter (VBS) als VT 1 übernommen. Angeschrieben war aber die Fabriknummer VT 40901. Bei einem Namenswettbewerb der Verkehrsbetriebe bekam der Triebwagen den Namen Hüttenflitzer. Auch wenn ein Nachbau unterblieb, so war die Konstruktion doch wegweisend für weitere Fahrzeuge des Herstellers.
Bis 1975 war der Triebwagen auf den Strecken der VBS, später VPS (Verkehrsbetriebe Peine-Salzgitter), eingesetzt. 1979 wurde er an den Händler Bulfone in Udine verkauft, seit 1983 kam er auf der die Turiner Regionalbahn SA Torinese Tranvie Intercomunali (SATTI) unter der Nummer D 51 zum Einsatz. Neben kleineren Umbauten wurden die Führerräume aufgrund italienischer Bahnbetriebsbestimmungen vom Fahrgastbereich abgetrennt, dadurch entfielen 28 Sitzplätze. Das Dach wurde elfenbeinfarbig lackiert, die Schürze rot, während der Rest des Wagens in Nirosta-Optik erhalten blieb. Der Hüttenflitzer wurde 1992 abgestellt, zuletzt in Pont-Canavese. Im Jahr 2011 kauften die VPS ihn zurück. Die beiden Triebwagenhälften wurden am 19. Oktober 2011 mit zwei Schwerlasttransportern nach Salzgitter-Watenstedt überführt. Inzwischen wurde der Triebwagen äußerlich aufgearbeitet und 2016 hinter dem Verwaltungsgebäude der VPS auf eigenem Gleisbett als historisches Ausstellungsstück abgestellt.

## Konstruktive Merkmale
Der Triebwagen besteht aus zwei kurzgekuppelten Triebwagenhälften, die auf einem gemeinsamen Jakobsgestell ruhen.
Wagenkasten und Laufdrehgestell sind aus nichtrostendem V2A-Edelstahl (Chromnickelstahl). Die Baugruppen Wagenkasten, Rahmen und Dach sind vernietet. Die Außenwände und die Stirnseiten sind mit einem aufgeschliffenen Pfauenaugenmuster versehen.
Angetrieben wird er von zwei Büssing-U-10-Motoren, die auch im Uerdinger Schienenbus Verwendung fanden. Als Getriebe dient ein 6-Gang-Wechselgetriebe TG 70 mit einem Achswendegetriebe Dh 15 und einer Flüssigkeitskupplung Fk 9-2.
Gebremst wird  mit einer Scheibenbremse.
Der Fahrgastraum mit gepolsterten Wende-Kunstledersitzen hat die Sitzteilung 2 + 3.